# Cyrtopogon lutatius
Cyrtopogon lutatius là một loài ruồi trong họ Asilidae. Cyrtopogon lutatius được Walker miêu tả năm 1849. Loài này phân bố ở vùng Tân Bắc giới.